# Jean Piot
Jean Piot (* 10. Mai 1890 in Saint-Quentin; † 15. Dezember 1961 in La Sauvetat) war ein französischer Fechter und zweifacher Olympiasieger.
Der erfolgreiche Säbelfechter Maurice Piot war sein Neffe.

## Erfolge
Jean Piot nahm an den Olympischen Spielen 1928 in Amsterdam mit der Säbel-Mannschaft teil. Bei den Olympischen Spielen 1932 in Los Angeles erfocht Piot Gold sowohl mit der Degen- als auch mit der Florett-Mannschaft.
1934 gewann er in Warschau die Internationalen Fechtmeisterschaften mit der Degen-Mannschaft.
Bei den Olympischen Spielen 1936 in Berlin nahm Piot im Säbel-Einzel und mit der Mannschaft teil.